# Night of Champions 2013
Night of Champions 2013 è stata la settima edizione dell'omonimo evento in pay-per-view prodotto annualmente dalla WWE. L'evento si è svolto il 15 settembre 2013 al Joe Louis Arena di Detroit (Michigan).

## Storyline
Il 18 agosto, a SummerSlam, Daniel Bryan ha sconfitto John Cena conquistando così il WWE Championship per la prima volta; tuttavia, al termine del match, l'arbitro speciale dell'incontro, ovvero Triple H, ha attaccato Bryan alle spalle per poi colpirlo con il Pedigree, permettendo quindi a Randy Orton di incassare il contratto del Money in the Bank ai danni dello stesso Bryan per diventare il nuovo campione. La sera successiva, a Raw, Triple H spiega che tutto ciò che ha fatto, lo ha fatto per il bene della federazione e che Bryan non può essere il volto della WWE e che invece Orton è perfetto per esserlo. Inizia così una faida tra Bryan e la cosiddetta "Authority" (Orton, Triple H, Mr. McMahon, Stephanie McMahon e lo Shield); in seguito viene annunciato un match per il WWE Championship tra Orton e lo stesso Bryan per Night of Champions. Nelle settimane precedenti a Night of Champions, Bryan viene colpito varie volte e viene messo in strazianti match contro lo Shield, Wade Barrett in uno Steel Cage Match e contro Big Show; quest'ultimo è stato costretto a far male a Bryan in quanto minacciato di licenziamento. Dopo aver battuto Dean Ambrose il 9 settembre a SmackDown Daniel viene attaccato dallo Shield, arrivano anche Orton e HHH, a Big Show viene dato il comando, prima da HHH e poi da Orton di colpire Bryan ma quest'ultimo si rifiuta, così facendo si ripiglia Bryan che colpisce e mette ko Orton.
Nella puntata di Raw del 5 agosto, Rob Van Dam ha sconfitto il World Heavyweight Champion Alberto Del Rio in un match non titolato a causa di un'interferenza andata a male di Ricardo Rodríguez (manager di Del Rio); al termine del match Del Rio ha brutalmente picchiato Ricardo. Il 18 agosto, a SummerSlam, Del Rio ha difeso con successo il titolo contro Christian. Nella puntata di Raw del 19 agosto Ricardo ha fatto il suo ritorno, annunciando a Del Rio che ora lui era al fianco di Van Dam. Nella puntata di Raw del 26 agosto Van Dam ha nuovamente sconfitto Del Rio in un match non titolato grazie all'aiuto di Ricardo. Il General Manager di Raw Brad Maddox ha quindi annunciato un match per il World Heavyweight Championship tra Del Rio e Van Dam per Night of Champions.
A SummerSlam, CM Punk è stato sconfitto da Brock Lesnar (cliente di Paul Heyman) in un brutale No Disqualification match. Dopo la sconfitta subìta contro Lesnar, Punk ha continuato la sua faida con Heyman e l'altro suo cliente, ovvero l'Intercontinental Champion Curtis Axel. Nella puntata di Raw del 26 agosto Punk ha sconfitto Axel e, per via di una votazione da parte del WWE Universe, Heyman viene forzato ad affrontare Punk sul ring; tuttavia Axel interferisce e assale l'ex WWE Champion, liberando Heyman. Il GM di Raw Brad Maddox, però, garantisce Punk la possibilità di affrontare Heyman sul ring in un elimination handicap match a Night of Champions dove viene inserito anche Axel.
A seguito di diversi attaccati tra Natalya, Brie Bella, AJ. Lee e Naomi, Stephanie McMahon annuncia un fatal 4 way match tra le quattro ragazze al pay-per-view per il Divas Championship.
Nell'episodio di Raw del 9 settembre, viene annunciato un Tag Team Turmoil Match nel Kick-off del pay-per-view per decretare gli sfidanti ai WWE Tag Team Championship detenuti dai due membri dello Shield Roman Reigns e Seth Rollins. I vincitori del Kickoff, avranno il match titolato durante il pay-per-view.
Nell'episodio di SmackDown del 13 settembre, Dolph Ziggler ha sfidato Dean Ambrose per avere un match titolato in pay-per-view. Durante il match, Ziggler viene attaccato da Reigns e Rollins ma ottiene comunque il match per lo United States Championship.

## Risultati
| #       | Incontri                                                                            | Stipulazioni                                                                     | Durata |
| ------- | ----------------------------------------------------------------------------------- | -------------------------------------------------------------------------------- | ------ |
| Kickoff | I Prime Time Players hanno vinto eliminando per ultimi i Real Americans             | Tag team turmoil match per determinare gli sfidanti al WWE Tag Team Championship | 11:14  |
| 1       | Curtis Axel (c) (con Paul Heyman) ha sconfitto Kofi Kingston                        | Single match per il WWE Intercontinental Championship                            | 13:54  |
| 2       | AJ Lee (c) ha sconfitto Brie Bella, Naomi e Natalya                                 | Fatal four-way match per il WWE Divas Championship                               | 05:34  |
| 3       | Rob Van Dam (con Ricardo Rodríguez) ha sconfitto Alberto Del Rio (c) per squalifica | Single match per il World Heavyweight Championship                               | 13:24  |
| 4       | The Miz ha sconfitto Fandango (con Summer Rae) per sottomissione                    | Single match                                                                     | 07:49  |
| 5       | Curtis Axel e Paul Heyman hanno sconfitto CM Punk                                   | Two-on-one handicap match                                                        | 15:42  |
| 6       | Dean Ambrose (c) ha sconfitto Dolph Ziggler                                         | Single match per il WWE United States Championship                               | 09:47  |
| 7       | Lo Shield (c) ha sconfitto i Prime Time Players                                     | Tag team match per il WWE Tag Team Championship                                  | 07:27  |
| 8       | Daniel Bryan ha sconfitto Randy Orton (c)                                           | Single match per il WWE Championship                                             | 17:33  |

Tag team turmoil match
| N° eliminazione | Tag-team                                             | N° ingresso | Eliminati da           |
| --------------- | ---------------------------------------------------- | ----------- | ---------------------- |
| 1°              | 3MB (Drew McIntyre e Heath Slater)                   | 1°          | Tons of Funk           |
| 2°              | Tons of Funk (Brodus Clay e Tensai)                  | 2°          | The Real Americans     |
| 3°              | The Real Americans (Antonio Cesaro e Jack Swagger)   | 4°          | The Prime Time Players |
| 4°              | The Usos (Jey Uso e Jimmy Uso)                       | 3°          | The Real Americans     |
| Vincitori       | The Prime Time Players (Darren Young e Titus O'Neil) | 5°          |                        |